# Hamilton Harty
Pour les articles homonymes, voir Harty.
Sir Herbert Hamilton Harty est un compositeur, chef d'orchestre et pianiste-accompagnateur britannique, d'originaire irlandaise, né  le 4 décembre 1879 à Hillsborough (en) (Irlande), décédé à Hove (Angleterre) le 19 février 1941.

## Biographie
Enfant, il apprend l'alto, l'orgue, le piano et le contrepoint. En 1901, il s'établit en Angleterre, à Londres, où il fait d'abord une carrière de pianiste-accompagnateur de grands solistes, tels les violonistes Joseph Szigeti (qui créera en 1909 son concerto pour violon, écrit pour lui) et Fritz Kreisler, ou encore la soprano britannique Agnes Nicholls qu'il épousera en 1904 (et pour laquelle il composera Ode to a Nightingale, créée par elle en 1907). Par l'intermédiaire de son épouse, il rencontre bientôt le chef d'orchestre Hans Richter, alors titulaire (de 1904 à 1911) de l'Orchestre symphonique de Londres, ce qui l'amène à diriger cet orchestre une première fois en 1911, pour la création de son poème symphonique With the Wild Geese, puis durant la saison 1912-1913. Au début de cette dernière année, il dirige la création d'une autre de ses œuvres, Variations on a Dublin Air. En 1914, il dirige pour la première fois un autre orchestre britannique, le Hallé Orchestra de Manchester qu'il retrouve fin 1918 et début 1919 (après la Première Guerre mondiale, durant laquelle il sert dans la Royal Navy). Il en devient le chef titulaire en 1920, poste qu'il conservera jusqu'en 1934. Dans l'intervalle, en 1925, il est anobli pour services rendus au Royaume-Uni et à la musique. Sous son impulsion, le Hallé Orchestra deviendra un des grands orchestres du pays, de niveau international (et qui donnera notamment les créations britanniques de la symphonie n° 9 de Gustav Mahler en 1930 ou encore de la symphonie n° 1 de Dimitri Chostakovitch en 1932). Notons encore qu'en 1929, il tient la partie de piano pour l'une des premières exécutions de The Rio Grande, cantate de son collègue Constant Lambert qui, pour l'occasion, dirige le Hallé Orchestra.
De 1931 à 1936, Sir Hamilton Harty fait également des tournées régulières, comme chef d'orchestre, dans plusieurs grandes villes des États-Unis, ainsi qu'à Sydney en Australie. Il devient aussi le chef titulaire, entre 1932 et 1935, de l'Orchestre symphonique de Londres (avec lequel il crée la symphonie n° 1 de William Walton en 1934). En 1936, on lui découvre une tumeur du cerveau de laquelle il est opéré. Il alterne ensuite des périodes de convalescence avec des moments de rémission, pendant lesquels il dirige à plusieurs reprises (la première fois, fin 1938) l'Orchestre symphonique de la BBC, notamment en 1939 pour la création de The Children of Lir, son ultime œuvre (composée l'année précédente, durant sa première convalescence). Mais après avoir dirigé une dernière fois cet orchestre fin 1940, la maladie reprend le dessus et il décède en février 1941.
Comme compositeur, il est l'auteur (dans un style romantique tardif) de quelques œuvres de musique de chambre, mais surtout d'œuvres avec orchestre (certaines inspirées de son Irlande natale), notamment deux concertos, une symphonie ou encore une cantate, et aussi d'arrangements de chants populaires irlandais. Sa réorchestration brillante des suites Water Music et Royal Fireworks de Haendel a dominé la discographie du XXe siècle.

## Œuvres

### Musique de chambre
- 1900 : Quatuor à cordes en fa majeur op. 1 ;
- 1902 : Quatuor à cordes en la mineur op. 5 ;
- 1902 : Fantaisie pour deux pianos op. 6 ;
- 1903 : Romance et scherzo pour violoncelle et piano op. 8 ;
- 1904 : Quintette avec piano en fa majeur op. 12
- 1907 : Deux morceaux pour violoncelle et piano: N°1 Waldesstille - N°2 Der Schmetterling ;
- 1911 : Trois miniatures pour hautbois et piano: N°1 À la Campagne - N°2 Chansonette - N°3 Orientale ;
- 1912 : Irish Fantasy pour violon et piano ;
- 1915 : Spring Fancies, deux préludes pour harpe ;
- 1918 : In Ireland, fantaisie pour flûte et piano.

### Œuvres avec orchestre
- 1906 : A Comedy Overture ;
- 1907 : Ode to a Nightingale, avec soprano ;
- 1908 : Concerto pour violon en ré mineur ;
- 1910 : With the Wild Geese, poème symphonique ;
- 1912 : Variations on a Dublin Air, avec violon ;
- 1913 : The Mystic Trumpeter, cantate avec baryton et chœurs ;
- 1919 : Fantasy Scenes on a Eastern Romance ;
- 1922 : Concerto pour piano en si mineur ;
- 1924 : An Irish Symphony (version révisée) ;
- 1935 : In Ireland, fantaisie avec flûte et harpe (version orchestrée de la pièce pour flûte et piano pré-citée) ;
- 1938 : The Children of Lir, poème symphonique.